# Katechismuskirche (Kamenz)

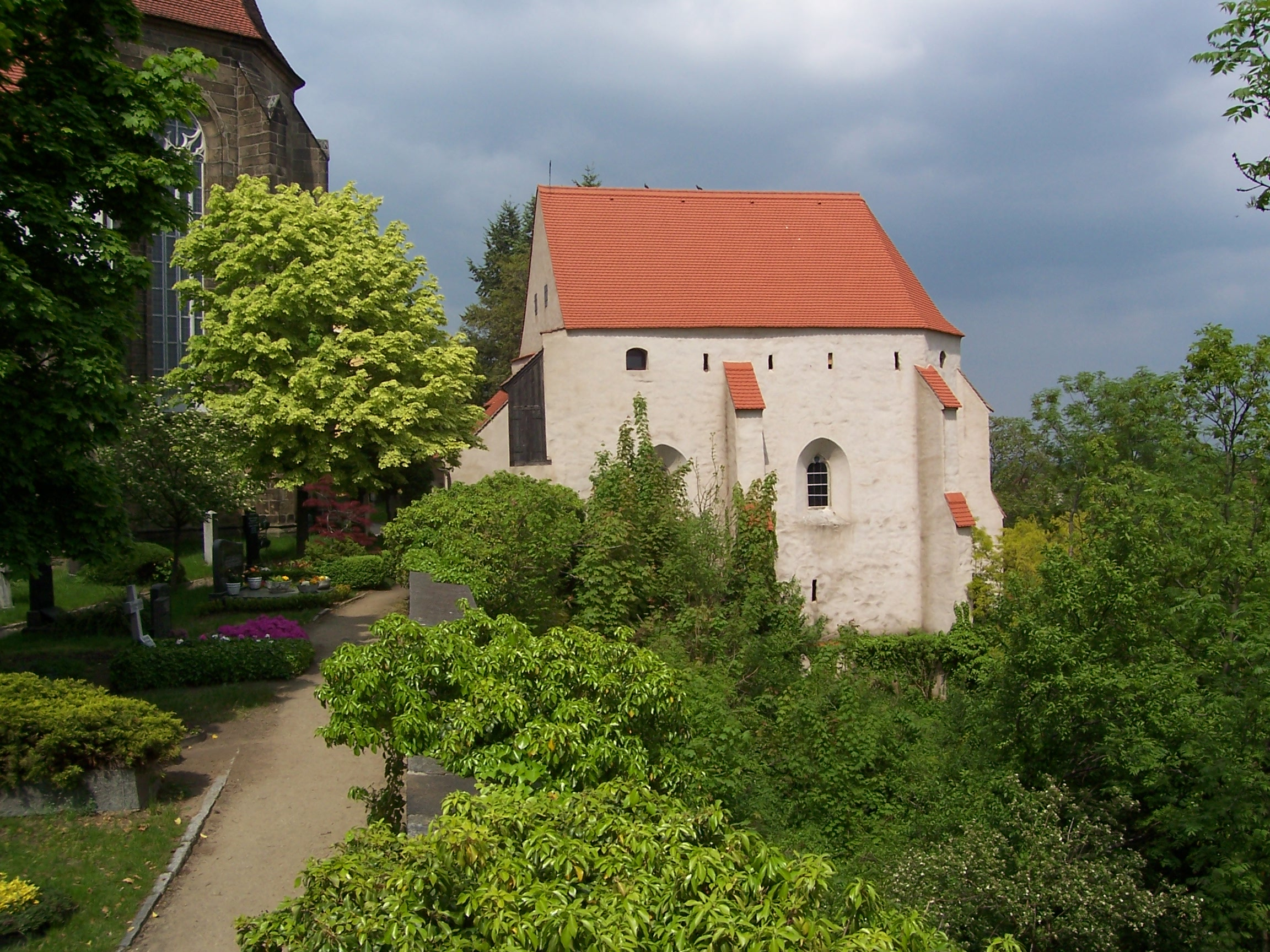
Katechismuskirche in Kamenz, links der Chor der Hauptkirche St. Marien

Die Katechismuskirche ist eine der vier evangelischen Kirchen in Kamenz. Sie diente unter anderem dem sorbischsprachigen Gottesdienst und den Katechismus-Examina. Ihr trutziges Äußeres vermittelt den Eindruck einer Wehrkirche.

## Geschichte
Im März 1358 ist von einer Stiftung, die Kunne, die Witwe Heinrich Kosts, zugunsten einer Kapelle außerhalb der Hauptkirche St. Marien sowie des Unterhalts eines Kaplans angewiesen hatte, in Urkunden des Stadtrats sowie der Herren von Kamenz die Rede. Diesbezüglich wird auch das explizite Einverständnis von Stadtgemeinde, des Stadtpfarrers, der Äbtissin von St. Marienstern sowie des Meißner Bischofs erwähnt. Zu jenem Zeitpunkt wird die Kapelle schon als gebaut bezeichnet. 1362 flossen weitere Zuwendungen an das Gotteshaus.
Später erhielt die Kapelle den Namen windische Kapelle, was – nachweislich für die Zeit von 1537 bis 1565 – eine Nutzung durch die sorbischsprachige Gemeinde nahelegt. Da diese Gottesdienste anschließend in der Klosterkirche St. Annen abgehalten wurden, blieb die Kapelle viele Jahre ungenutzt.
Der Stadtbrand von 1707 verursachte schwere Schäden. Bis 1724 wurde die Kirche wieder aufgebaut und diente danach dem Katechismusunterricht, dessen erster Katechet Johann Gottfried Lessing, der Vater des Dichters Gotthold Ephraim Lessing, war.
1999/2000 wurde die Kirche instand gesetzt. Das Gotteshaus wird heute für Gottesdienste, Taufen, Trauungen sowie Einsegnungsfeiern genutzt, im Sommer finden außerdem Konzerte statt.

## Baubeschreibung

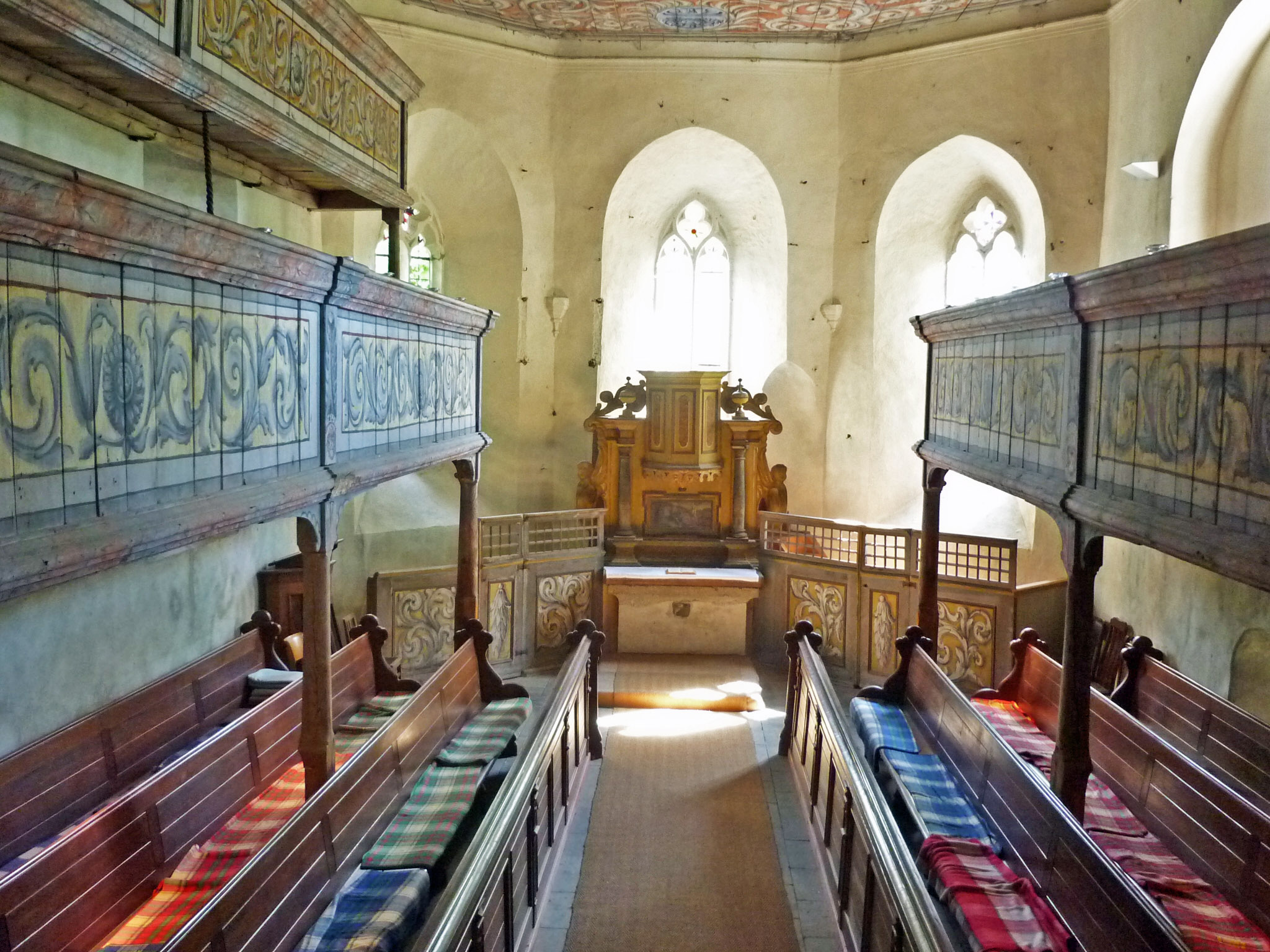
Innenausstattung

Die Saalkirche mit 3/8-Schluss befindet sich südöstlich des Chors der Hauptkirche St. Marien und präsentiert sich äußerst wehrhaft in Form einer Bastion, die hier weit aus der befestigten Friedhofsmauer über stark abfallendes Gelände herausragt. Dieser Eindruck wird durch die Schießscharten im Obergeschoss unterstrichen. Die bis zu 1,50 Meter dicken, verputzten Umfassungsmauern werden von Strebepfeilern verstärkt. Das steile Satteldach ist im Osten abgewalmt, auf dem Westgiebel befindet sich ein schmiedeeisernes Kreuz. Die Chorfenster sind zweiteilig gebildet und mit schlichtem Maßwerk verziert. Insgesamt verweist das Äußere auf eine Entstehungszeit im 15. Jahrhundert.
Der Boden im Inneren der Kirche, den man über eine Treppe erreicht, liegt 2,70 Meter unter Friedhofsniveau und fällt nach Osten hin weiter ab. Kämpferkonsolen (und Strebepfeiler) lassen vermuten, dass der Kirchenraum einmal gewölbt war oder zumindest entsprechende Planungen existierten. Die flache hölzerne Decke, die Brüstungen der zweigeschossigen Emporen sowie der Kanzelaltar sind mit weißen und grünen Ranken auf rotem Grund bemalt. In der Mitte der Decke befindet sich ein achteckiges Gemälde, das Paulus in Athen predigend darstellt, über dem Altar ein kleineres Gemälde mit einer Darstellung von Christi Himmelfahrt.